# Save (Baseball)
Save ist ein Begriff aus dem Baseballsport. Er stellt eine Kategorie der statistischen Erfassung dar und bezeichnet die Verteidigung eines knappen Spielstandes zum Gewinn eines Baseballspieles. Die Abkürzung im Spielbericht lautet SV oder auch nur S.

## Definition
Ein Save wird für einen Pitcher im Bereich der Pitching Stats vermerkt, den Statistiken zur Erfassung der Leistungen eines Pitchers und muss durch den Official Scorer gutgeschrieben werden. Neben dem Win, Loss und dem ERA ist er eines der wichtigsten Merkmale in der Statistik für Pitcher. Der Save ist eine positive Statistikkategorie und kann nur von einem Einwechselpitcher erzielt werden. Nur ein Pitcher, der den Pitch für das letzte „Aus“ durch seine Mannschaft wirft, kann einen Save zugesprochen bekommen. Verliert ein Team, so kann es für keinen Pitcher dieser Mannschaft einen Save geben. Bei einem deutlichen Spielstand zugunsten einer Mannschaft kann ebenso wenig ein Save erzielt werden, da davon ausgegangen wird, dass ein solches Spiel gewonnen wird, auch wenn der Gegner noch einen oder mehrere Runs erzielt. Als Kriterium für einen Save gilt neben der Führung der eigenen Mannschaft deshalb eine der folgenden drei Situationen:
- Ein Pitcher wurde eingewechselt, als die eigene Mannschaft mit drei oder weniger Runs führte und der Pitcher hat mindestens ein Inning gepitcht
- Ein Pitcher wurde eingewechselt, als der Gegner die Batter für einen möglichen Ausgleich entweder schon auf Base gebracht, am Schlag oder On Deck hatte
- Ein Pitcher wurde eingewechselt und hat mindestens drei komplette Innings gepitcht

Ein Pitcher, dem der Win für ein Spiel zugesprochen wird, kann nicht gleichzeitig einen Save zugesprochen bekommen. Nach den Kriterien für einen Save kann der Starting Pitcher niemals einen Save erhalten, da er bei einem kompletten Spiel entweder einen Win oder einen Loss erreicht.
Verliert eine Mannschaft die Führung im Spiel zu einem Zeitpunkt, zu dem ein Save gutgeschrieben werden könnte, so bezeichnet man dies als einen Blown Save und belastet den Pitcher, der den Run zum Ausgleich zuließ, in der Statistik mit einem BS. Ein solcher Pitcher kann aber trotzdem noch einen Win zugesprochen bekommen, wenn seine Mannschaft noch den Gewinnpunkt erzielt, während er laut Spielbogen der aktive Pitcher ist.